# Frans Maas
Frans Maas (Bergen-op-Zoom, 13 luglio 1964) è un ex lunghista olandese.

## Palmarès
| Anno | Manifestazione  | Sede       | Evento         | Risultato | Prestazione | Note |
| ---- | --------------- | ---------- | -------------- | --------- | ----------- | ---- |
| 1988 | Europei indoor  | Budapest   | Salto in lungo | Oro       | 8,06 m      |      |
| 1989 | Europei indoor  | L'Aia      | Salto in lungo | Bronzo    | 8,11 m      |      |
| 1995 | Mondiali indoor | Barcellona | Salto in lungo | 15º       | 7,70 m      |      |